# Mjamaoué
Mjamaoué est un village des Comores, situé sur l'île d'Anjouan. Le village fait partie de la commune de Bandrani-Mtsangani, dans la préfecture de Mutsamudu.